# Коккинаки, Владимир Константинович
Влади́мир Константи́нович Коккина́ки (греч. Βλαδίμηρος Κοκκινάκης; 12 [25] июня 1904, Новороссийск — 7 января 1985, Москва) — советский лётчик-испытатель, заслуженный лётчик-испытатель СССР (1959), заслуженный мастер спорта СССР (1959). Генерал-майор авиации (30.04.1943). Дважды Герой Советского Союза (1938, 1957). Лауреат Ленинской премии (1960).

## Биография
Владимир Коккинаки родился 12 (25) июня 1904 года в Новороссийске в семье железнодорожника. По происхождению понтийский грек.
В 1921 году окончил три класса начальной школы. Работал в колхозе на виноградных плантациях, был матросом и грузчиком в порту. Окончил девять классов экстерном.
В 1922 году стал победителем причерноморской олимпиады, которая проходила в Ставрополе в рамках Северо-Кавказской футбольной лиги, выступая в качестве вратаря за футбольную команду «Олимпия» из Новороссийска.
С декабря 1925 до июля 1927 года служил в РККА, в пехоте.
В 1928 году окончил Ленинградскую военно-теоретическую школу ВВС, в том же году поступил в Борисоглебскую военную авиационную школу лётчиков. Первый полёт совершил на биплане «Avro-504K».
После окончания обучения в 1930 году служил лётчиком-истребителем в строевых частях ВВС, ВВС Московского военного округа.
В апреле—декабре 1931 года — лётчик-инструктор Ленинградской военно-теоретической школы ВВС.
С 1931 по 1965 год — лётчик-испытатель.

«Красная пятёрка» над Красной площадью на плакате 1930-х годов

1 мая 1935 года В. К. Коккинаки возглавлял пилотажную группу, осуществлявшую первый полёт самолётов И-16 над Красной площадью. Пилотажная группа состояла из пяти самолётов, выкрашенных в красный цвет (Красная пятёрка). На Красную площадь самолёты эффектно вылетали на малой высоте.
20 апреля 1936 года впервые в мире выполнил петлю Нестерова на тяжёлом двухмоторном бомбардировщике ЦКБ-30. Комбриг (16.07.1938).
12 декабря 1937 года Владимир Коккинаки был избран депутатом Верховного Совета СССР 1-го созыва от Крымской АССР (по Керченскому округу).
В 1938 году вступил в ВКП(б).
27—28 июня 1938 года на самолёте ЦКБ-30 «Москва» экипаж в составе лётчика В. К. Коккинаки и штурмана А. М. Бряндинского совершил беспосадочный перелёт Москва — Дальний Восток (город Спасск-Дальний, Приморский край) протяжённостью 7580 километров (6850 километров по прямой).
Стартовав 27 июня в 8 час. 36 мин. с подмосковного аэродрома в Щёлково, 28 июня в 16 час. 12 мин. по местному времени самолёт приземлился в г. Спасск-Дальний. Полёт продолжался больше суток (24 часа 36 минут). Коккинаки и Бряндинский установили рекорд скорости на двухместном самолёте, одновременно проложив новый кратчайший путь от Москвы к берегам Тихого океана.
17 июля 1938 года за выполнение этого перелёта лётчику-испытателю Коккинаки Владимиру Константиновичу и штурману Бряндинскому Александру Матвеевичу были присвоены звания Героя Советского Союза.
28—29 апреля 1939 года на самолёте ЦКБ-30 «Москва» лётчик В. К. Коккинаки со штурманом М. Х. Гордиенко совершил беспосадочный перелёт Москва — Северная Америка (по маршруту Москва — Новгород — Хельсинки — Тронхейм — Исландия — мыс Фарвель (южная оконечность Гренландии) — остров Мискоу) протяжённостью 8000 километров.
Полёт Чкалова через Северный полюс в США позволил закрепить приоритет за советскими лётчиками, однако регулярную линию полётов установить над полюсом было нельзя — слишком сложны были метеорологические условия и недостаточно надёжна техника. Поэтому возникла идея маршрута по ортодромической дуге «большого круга». Впоследствии Коккинаки писал в своих воспоминаниях, что полёт дался очень тяжело, так как немалую часть маршрута лётчики шли на высоте 6000 метров и выше, где невозможно было дышать без кислородных масок. После этого у пилота образовались болезненные мозоли от штурвала на руках. Кроме того, лётчик жаловался на американских и канадских журналистов, которые после приземления атаковали измученный экипаж, требуя интервью.
Перед началом Великой Отечественной войны Коккинаки участвовал в испытаниях предсерийных штурмовиков Ил-2. Во время войны в 1941—1945 годах совмещал работу лётчика-испытателя, главного инспектора авиационной промышленности и руководителя лётно-испытательной службы авиационной промышленности.
В июле 1942 года на бомбардировщике Б-25 пролетел по недостроенным аэродромам Алсиба и доставил в Москву американскую правительственную комиссию по вопросам согласования начала перегонки самолётов.
Принимал участие в разработке и испытаниях реактивного бомбардировщика Ил-28 и реактивного штурмовика Ил-40 (серийно не выпускавшегося).
В 1961 году стал вице-президентом Международной авиационной федерации.
2 января 1963 года экипаж под командованием В. К. Коккинаки совершил первый испытательный полёт на лайнере Ил-62.
С 1965 года — лётчик-испытатель-методист.
14 января 1965 года В. К. Коккинаки по решению Международной авиатранспортной ассоциации был награждён бриллиантовым ожерельем «Цепь пионера розы ветров» как первопроходец кратчайшего авиационного пути между Европой и Америкой.
В 1967—1968 годах был президентом, а с декабря 1968 года — почётным президентом Международной авиационной федерации.
Установил 22 мировых рекорда.

## Мировые авиационные рекорды
1. 17.07.1936 — рекорд высоты на самолёте ЦКБ-26 с грузом 500 кг — 11 294 метра
2. 26.07.1936 — рекорд высоты на самолёте ЦКБ-26 с грузом 1000 кг — 11 402 метра
3. 03.08.1936 — рекорд высоты на самолёте ЦКБ-26 с грузом 500 кг — 12 816 метров
4. 07.09.1936 — рекорд высоты на самолёте ЦКБ-26 с грузом 2000 кг — 11 005 метров
5. 26.08.1937 — рекорд скорости полёта на самолёте ЦКБ-26 на 5000-км замкнутом маршруте без груза и с грузом: 500, 1000 кг — 325,26 км/ч (командир экипажа)
6. 14.11.1958 — рекорд высоты на самолёте Ил-18 с грузом 15 000 кг — 12 471 метр (командир экипажа)
7. 15.11.1958 — рекорд высоты на самолёте Ил-18 с грузом 10 000 кг — 13 154 метра (командир экипажа)
8. 19.08.1959 — рекорд скорости полёта на самолёте Ил-18 на 2000-километровом замкнутом маршруте с грузом: 1000, 2000, 5000, 10 000, 15 000 кг — 719,50 км/ч (командир экипажа)
9. 25.11.1959 — рекорд высоты на самолёте Ил-18 с грузом 20 000 кг — 12 118 метров (командир экипажа)
10. 02.02.1960 — рекорд скорости полёта на самолёте Ил-18 на 5000-километровом замкнутом маршруте без груза и с грузом: 1000, 2000, 5000, 10 000 кг — 693,55 км/ч (командир экипажа).

## Неофициальный и официальный мировой рекорд
21 ноября 1935 года на истребителе И-15 достиг высоты 14 575 м, установив неофициальный мировой рекорд.
Рекорд был выполнен в крайне неблагоприятных условиях. С самолёта для снижения веса были сняты почти все приборы, кроме альтиметра. Вместо сиденья установлена тоненькая дощечка, а сам лётчик был одет только в утеплённую куртку с унтами и кислородную маску. Рекорд был установлен при шестидесятиградусном морозе и в не герметичной кабине.
Официально мировой рекорд не был зарегистрирован, поскольку СССР в тот момент не являлся членом Международной авиационной федерации (ФАИ).
Зато 17 июля 1936 года, когда Владимир Коккинаки на самолёте ЦКБ-26 поднял на высоту 11 294 м уложенные в бомболюки металлические болванки общим весом 500 килограммов, Международная авиационная федерация (ФАИ) зарегистрировала первый официальный советский мировой авиационный рекорд.

## Награды, звания и премии
- Медаль «Золотая Звезда» Героя Советского Союза, № 77 (17.07.1938)[1];
- Медаль «Золотая Звезда» Героя Советского Союза, № 179 (17.09.1957)[1];
- 6 орденов Ленина (25.05.1936, 17.07.1938, 11.06.1939, 16.09.1945, 17.05.1951, 22.06.1984);
- орден Октябрьской Революции (03.07.1974);
- 3 ордена Красного Знамени[1] (29.04.1944, 30.04.1945, 12.07.1957);
- орден Отечественной войны 1-й степени[1] (20.09.1947);
- орден Отечественной войны 2-й степени[1] (19.08.1944);
- 4 ордена Красной Звезды (05.03.1939, 25.11.1941, 03.11.1944, 02.10.1969);
- Медаль «За отвагу» (11.06.1939);
- медали[1];
- иностранные награды;
- Золотая авиационная медаль ФАИ[1] (1965);
- Заслуженный лётчик-испытатель СССР[3] (1959);
- Заслуженный мастер спорта СССР (1959);
- Ленинская премия[3] (1960)[1].

## Память

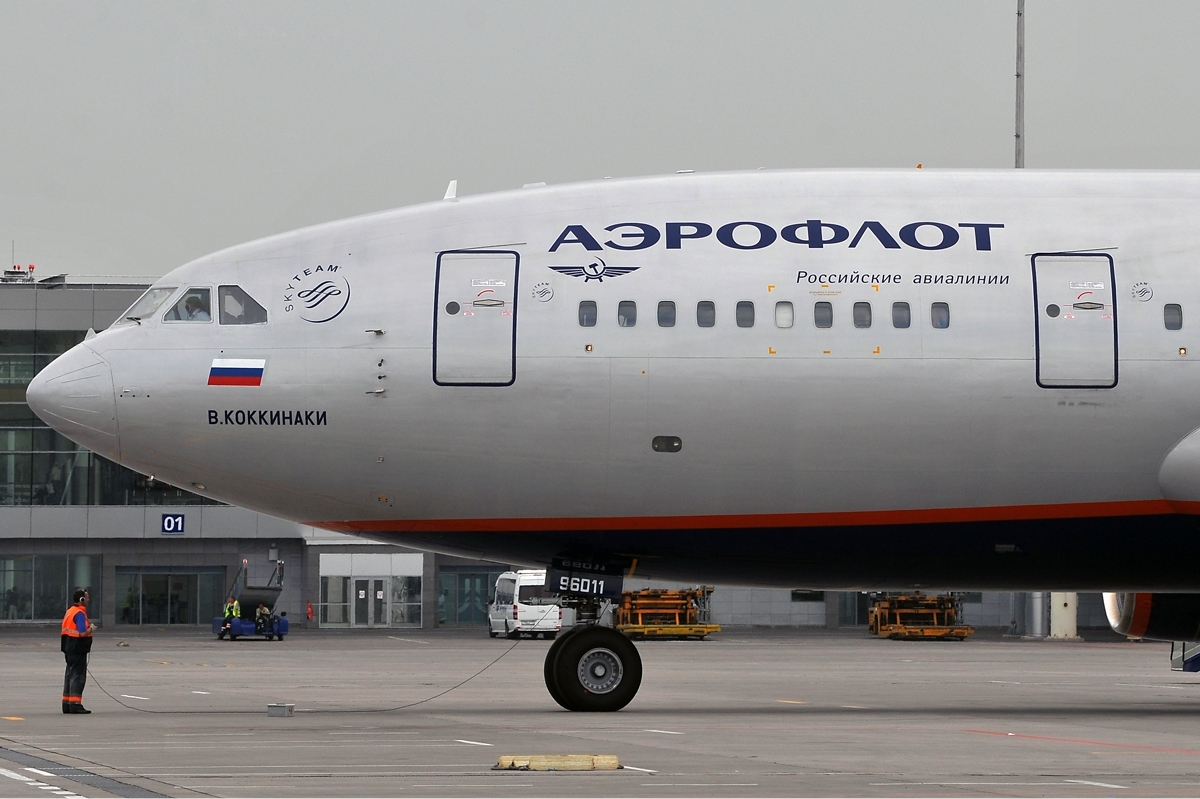
Ил-96-300 RA-96011 Аэрофлота, носящий имя В. Коккинаки
Памятная доска у бюста В. Коккинаки в г. Новороссийск
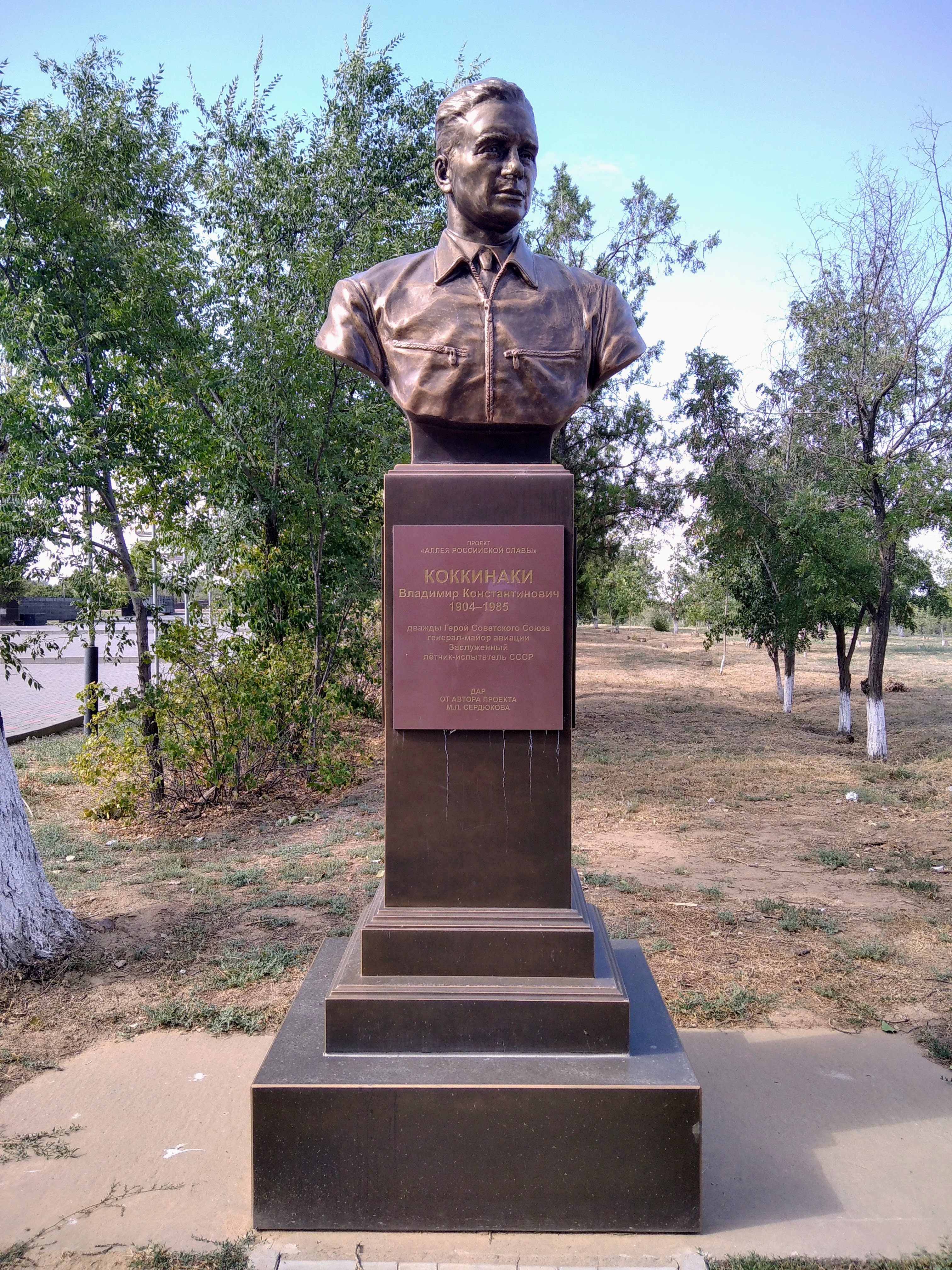
Бюст В. Коккинаки на Аллее Славы, г. Ахтубинск
Мемориальная доска на доме №50 на Ленинградском проспекте в Москве, где жил В. Коккинаки

Именем лётчика названы:
- улица Коккинаки в Кривом Роге
- Улица Коккинаки в Ростове-на-Дону
- Улица Коккинаки в Москве.
- Улица Коккинаки в Новокузнецке.
- Улица Коккинаки в Алматы.
- Улица Коккинаки в Первомайске, Николаевская область, Украина.
- Улица Коккинаки в Тбилиси.
- Улица Коккинаки в Бровары, Киевская область, Украина.
- Улица Коккинаки в Славянске, Донецкая область, Украина.
- Улица Коккинаки в Макеевке, Донецкая область, Украина.
- Улица Коккинаки в Орловщине, Днепропетровская область, Украина.
- Улица Коккинаки в Донском, Тульская область, Россия.
- Улица Коккинаки во Владимире-Волынском, Волынская область, Украина.
- Имя «В. Коккинаки» носит один из самолётов Ил-96-300 (RA-96011) авиакомпании «Аэрофлот — Российские Авиалинии».
- Имя «Владимир Коккинаки» носит один из самолётов Ил-76ТД-90ВД (RA-76950) авиакомпании «Волга-Днепр».
- Имя «Владимир Коккинаки» носит один из самолётов Як-42 (RA-42446) авиакомпании МЧС РФ.
- Владимиру Коккинаки установлен бюст в сквере на улице Советов в г. Новороссийске.
- Имя Коккинаки В. К. носит средняя общеобразовательная школа № 18 в г. Новороссийске.
- Именем В. К. Коккинаки назван аэропорт Анапы «Витязево», 31 мая 2019 года.
- Владимиру Коккинаки установлен бюст на Аллее Славы в Ахтубинске[9].
- В Москве на доме (Ленинградский проспект, 50), где в 1942—1983 годах жил Коккинаки, установлена мемориальная доска.

Киновоплощения
В фильме «1941. Крылья над Берлином» (2022) роль В. К. Коккинаки исполнил Гела Месхи.
В филателии

Почтовый конверт и марка
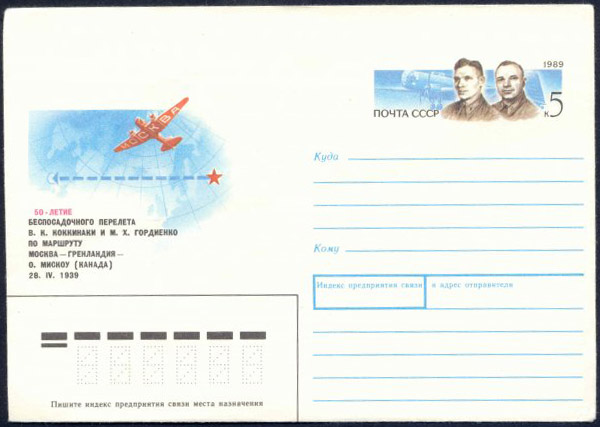
Почтовый конверт СССР: 50-летие полёта Москва − Северная Америка, 1989 год.
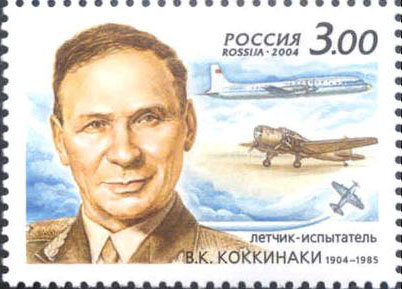
Почтовая марка России, 2004 год.

## Семья
- Отец — Константин Павлович Коккинаки (1861—1941);
- Мать — Наталья Петровна Коккинаки (1879—1959);
- Братья:

Георгий Константинович Коккинаки (1900—1973),
Павел Константинович Коккинаки (1906—1991) — бортинженер,
Константин Константинович Коккинаки (1910—1990) — лётчик-испытатель, Герой Советского Союза,
Александр Константинович Коккинаки (1914—1941) — лётчик-бомбардировщик, погиб на фронте,
Валентин Константинович Коккинаки (1916—1955) — лётчик-испытатель;
- Сестра — Татьяна Константиновна Коккинаки (1902—1993);
- Жена — Валентина Андреевна Коккинаки[3] (1911—2000);
  - Дочь — Ирина Владимировна Коккинаки (1943—2004), советский и российский архитектурный критик,
    - Внучка — Ирина Валентиновна Коккинаки, российский искусствовед, редактор,
      - Правнучка — Полина Петровна Коккинаки (р. 1992), российская журналистка. Отец — актёр и телеведущий Пётр Кулешов (родители разведены).